# Barbara Guzińska
Barbara Guzińska – aktorka teatralna. Na jej dorobek artystyczny składa się ponad 70 ról teatralnych.
W 1986 roku ukończyła studium aktorskiego przy Teatrze Dzieci Zagłębia im. Jana Dormana w Będzinie, otrzymując dyplom aktora-lalkarza. W roku 1991 uzyskała dyplom aktora dramatu (egzamin eksternistyczny dla aktorów dramatu ZASP). W latach 1984–1986 pracowałą jako adept, a w latach 1986–1987 jako aktor-lalkarz w Teatrze Dzieci Zagłębia. Od roku 1987 występuje w Teatrze Polskim w Bielsku-Białej.

## Dubbing

### Seriale
- Karrypel kontra Groszki (Mima)[3]

Gry
- Shogo: Mobile Armor Division[4]
- Jack Orlando A Cinematic Adventure[5]
- Earth 2150[6]
- Earth 2150: The Moon Project[7]

## Teatr
- Proszę, zrób mi dziecko jako Maria Vrchlicka[8]
- Balladyna jako Wieśniacy, Dworzanie, Chór[9]
- Zorba jako Sofia, Chór[10]
- Lalka jako Baronowa Krzeszowska[11]
- Nocami jako dniami będę tęsknić za Tobą jako Michalina Ostrzeńska[12]
- Humanka jako Matka[13]
- Człowiek z La Manczy jako Maria[14]
- Wszystko w rodzinie jako Rosemary Mortimore[15]
- Pensjonat Pana Bielańskiego jako Halina Bodziewicz[16]
- Cyrano de Bergerac jako Ochmistrzyni[17]
- Lettycja i lubczyk jako Lettycja Douffet[18]
- Skąpiec jako Frozyna, pośredniczka[19]

## Nagrody

### 1993
- Złota Maska za rolę Ellen w „Sie kochamy” w reż. Stanisława Nosowicza w Teatrze Polskim

### 1995
- Złota Maska

### 2016
- Odznaka honorowa „Zasłużony dla Kultury Polskiej”[20].